# Tropobracon hayati
Tropobracon hayati är en stekelart som beskrevs av Haider 2004. Tropobracon hayati ingår i släktet Tropobracon och familjen bracksteklar. Inga underarter finns listade i Catalogue of Life.